# Salesi Finau
Pas d'image ? Cliquez ici

a Compétitions nationales et continentales officielles uniquement.

b Matchs officiels uniquement.
Dernière mise à jour le 1 novembre 2015.
Salesi Finau, né le 5 mai 1973 à Neiafu (Tonga), est un ancien joueur de rugby à XV et de Rugby à XIII international tongien ayant évolué aux postes d'ailier ou de centre. Il mesure 1,83 pour 108 kg.

## Carrière

### En club
- Canberra Raiders  Australie jusqu'en 1994
- Warrington Wolves  Angleterre 1995-1997
- Brisbane Easts  Australie 1997-1998
- Llanelli RFC/Llanelli Scarlets  Pays de Galles 1998-2005
- Bath  Angleterre 2005-2006
- CS Bourgoin-Jallieu  France 2006-2007

### En équipe des Tonga
Il a connu sa première sélection le 18 septembre 1998 lors d'un match contre l'équipe des Samoa à Sydney

## Palmarès

### En équipe des Tonga
- 13 sélections.
- 1 essai (5 points).
- Sélections par année : 1 en 1998, 6 en 1999, 4 en 2001, 2 en 2005
- 4 fois capitaine (en 1999)

### Coupe du monde
- 1999 : 1 sélection (Angleterre)